# Pristurus mazbah
Pristurus mazbah — вид геконоподібних ящірок родини Sphaerodactylidae. Ендемік Ємену.

## Поширення і екологія
Pristurus mazbah мешкають в горах Хараз на заході Ємена. Вони живуть в гравійних пустелях, слабо порослих рослиннстю, на висоті 2130 м над рівнем моря.